# Courcelles-sous-Châtenois
Pour les articles homonymes, voir Courcelles.
Courcelles-sous-Châtenois est une commune française située dans le département des Vosges en région Grand Est.
Ses habitants sont appelés les Courcellois.

## Géographie

### Localisation
| Châtenois | Dolaincourt               |            |
| Châtenois | Courcelles-sous-Châtenois | Balléville |
| Châtenois | Châtenois                 | Châtenois  |

### Géologie et relief
La commune se compose de 168,25 hectares de territoires agricoles (70,69 %) et 69,89 hectares de forêts et milieux semi-naturels (29,37 %).
Espaces naturels :
- Deux zones naturelles d'intérêt écologique, faunistique et floristique (Znieff) :

Pays de Neufchâteau,
Vergers autour de Dolaincourt et Courcelles-sous-Châtenois.

### Hydrographie et les eaux souterraines
Hydrogéologie et climatologie : Système d’information pour la gestion des eaux souterraines du bassin Rhin-Meuse :
Territoire communal : Occupation du sol (Corinne Land Cover); Cours d'eau (BD Carthage),
Géologie : Carte géologique; Coupes géologiques et techniques,
 Hydrogéologie : Masses d'eau souterraine; BD Lisa; Cartes piézométriques.
La commune est située dans le bassin versant de la Meuse au sein du bassin Rhin-Meuse. Elle est drainée par le ruisseau la Sermone,.

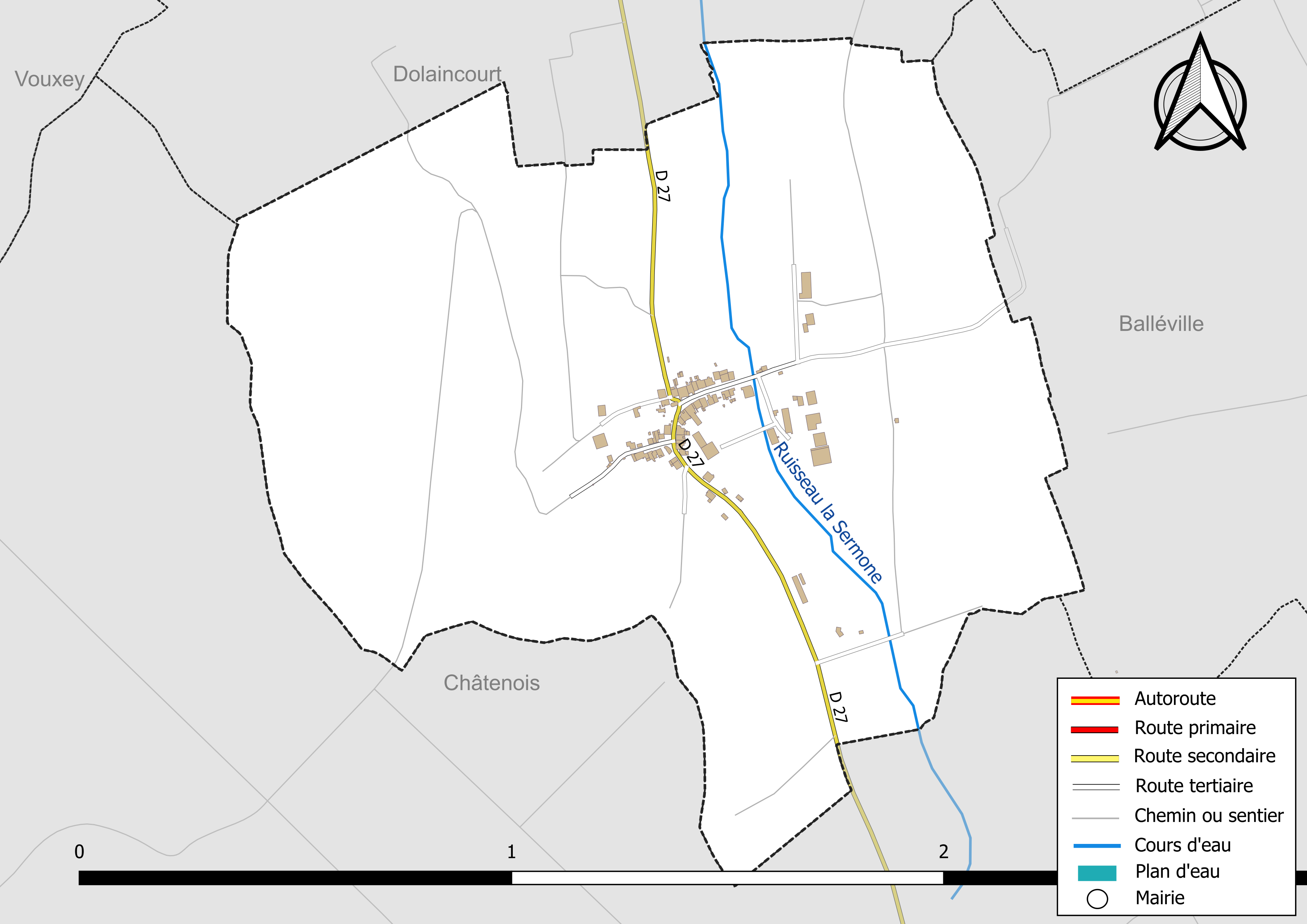
Réseaux hydrographique et routier de Courcelles-sous-Châtenois.

La qualité des eaux de baignade et des cours d’eau peut être consultée sur un site dédié géré par les agences de l’eau et l’Agence française pour la biodiversité.

### Climat
Pour des articles plus généraux, voir Climat du Grand Est et Climat des Vosges.
En 2010, le climat de la commune est de type climat de montagne, selon une étude du Centre national de la recherche scientifique s'appuyant sur une série de données couvrant la période 1971-2000. En 2020, Météo-France publie une typologie des climats de la France métropolitaine dans laquelle la commune est exposée à un climat océanique altéré et est dans la région climatique  Lorraine, plateau de Langres, Morvan, caractérisée par un hiver rude (1,5 °C), des vents modérés et des brouillards fréquents en automne et hiver. 
Pour la période 1971-2000, la température annuelle moyenne est de 9,2 °C, avec une amplitude thermique annuelle de 16,7 °C. Le cumul annuel moyen de précipitations est de 968 mm, avec 13,2 jours de précipitations en janvier et 9,5 jours en juillet. Pour la période 1991-2020, la température moyenne annuelle observée sur la station météorologique de Météo-France la plus proche, « Rollainville », sur la commune de Rollainville à 7 km à vol d'oiseau, est de 10,3 °C et le cumul annuel moyen de précipitations est de 860,3 mm. 
La température maximale relevée sur cette station est de 39,6 °C, atteinte le 25 juillet 2019 ; la température minimale est de −18,2 °C, atteinte le 20 décembre 2009,,. 
Les paramètres climatiques de la commune ont été estimés pour le milieu du siècle (2041-2070) selon différents scénarios d'émission de gaz à effet de serre à partir des nouvelles projections climatiques de référence DRIAS-2020. Ils sont consultables sur un site dédié publié par Météo-France en novembre 2022.

## Urbanisme

### Typologie
Au 1er janvier 2024, Courcelles-sous-Châtenois est catégorisée commune rurale à habitat dispersé, selon la nouvelle grille communale de densité à sept niveaux définie par l'Insee en 2022.
Elle est située hors unité urbaine. Par ailleurs la commune fait partie de l'aire d'attraction de Neufchâteau, dont elle est une commune de la couronne,. Cette aire, qui regroupe 72 communes, est catégorisée dans les aires de moins de 50 000 habitants,.

### Occupation des sols
L'occupation des sols de la commune, telle qu'elle ressort de la base de données européenne d’occupation biophysique des sols Corine Land Cover (CLC), est marquée par l'importance des territoires agricoles (70 % en 2018), une proportion identique à celle de 1990 (70 %). La répartition détaillée en 2018 est la suivante : prairies (35,7 %), forêts (30 %), zones agricoles hétérogènes (28,5 %), terres arables (5,8 %). L'évolution de l’occupation des sols de la commune et de ses infrastructures peut être observée sur les différentes représentations cartographiques du territoire : la carte de Cassini (XVIIIe siècle), la carte d'état-major (1820-1866) et les cartes ou photos aériennes de l'IGN pour la période actuelle (1950 à aujourd'hui).
Plan local d'urbanisme Intercommunal (PLUi) de la Communauté de Communes de l’Ouest Vosgien (CCOV).

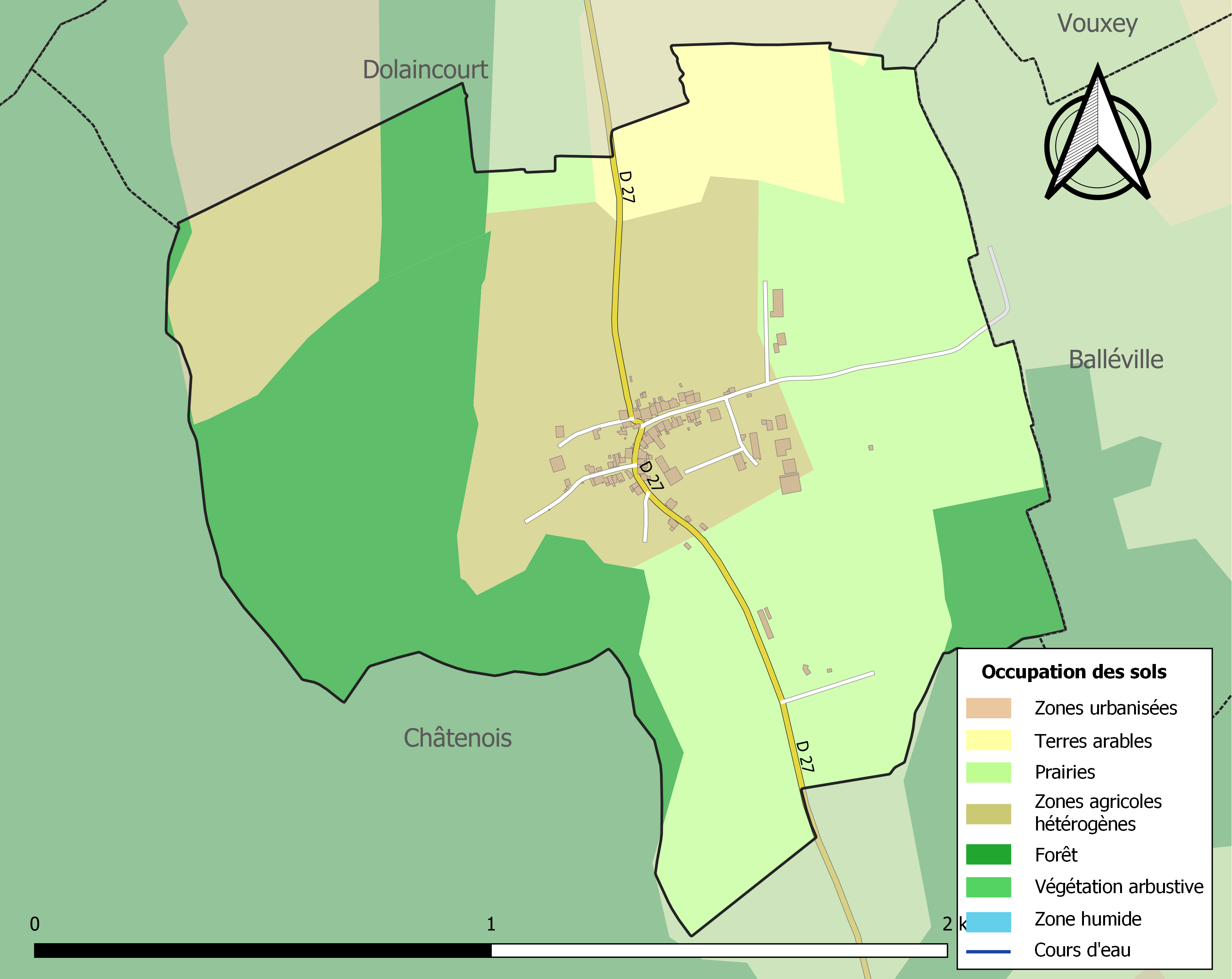
Carte des infrastructures et de l'occupation des sols de la commune en 2018 (CLC).

### Voies de communications et transports

#### Voies routières
- A31 (aussi appelée autoroute de Lorraine-Bourgogne). Échangeurs Châtenois, Bulgnéville, Robécourt.

#### Transports en commun
- Fluo Grand Est.

#### Lignes SNCF
- Gare de Contrexéville
- Gare de Vittel
- Gare de Neufchâteau

#### Transports aériens
- L'Aéroport d'Épinal-Mirecourt « Vosges Aéroport ».

À partir de l'été 2021, l’aéroport d’Épinal-Mirecourt est devenu le "pélicandrome" de la Zone Est et servira ainsi de base de ravitaillement et d’intervention pour les avions bombardiers d’eau connus sous le nom de Dash 8.
- Aérodrome de Langres - Rolampont.
- Aéroport de Nancy-Essey.

## Toponymie
Le nom de la localité est attesté sous les formes ?Gerardus de Corcelles (1097) ; ? Apud Cruselios (1116) ; Courcelles on Vaul de Chastenoy (1457) ; Courselles (1465) ; Courcelle (avant 1466) ; Ban de Courcelles (1634).

Du bas latin corticella « petit domaine », au pluriel.
Courcelles est au Nord-Est de Châtenois.

## Histoire
Le village de Courcelles est ancien, il en est fait mention sous le nom de Corcelles dans le titre de fondation du prieuré Saint-Jacques de Neufchâteau en 1097.
En 1710, le village dépend du bailliage de Neufchâteau. En 1790, il est inclus dans le canton de Vouxey, district de Neufchâteau.

## Politique et administration
| Période                                  | Période      | Identité                 | Étiquette | Qualité                   |
| ---------------------------------------- | ------------ | ------------------------ | --------- | ------------------------- |
| Les données manquantes sont à compléter. |              |                          |           |                           |
| mars 1977                                | mars 2001    | Émile Claude (1929-2023) |           | Agriculteur               |
| mars 2001                                | janvier 2014 | Alain Poirot (1947-2014) |           | Décédé en cours de mandat |
| avril 2014                               | En cours     | Michaël Humblot (°1952)  |           | Agriculteur               |

### Budget et fiscalité 2023

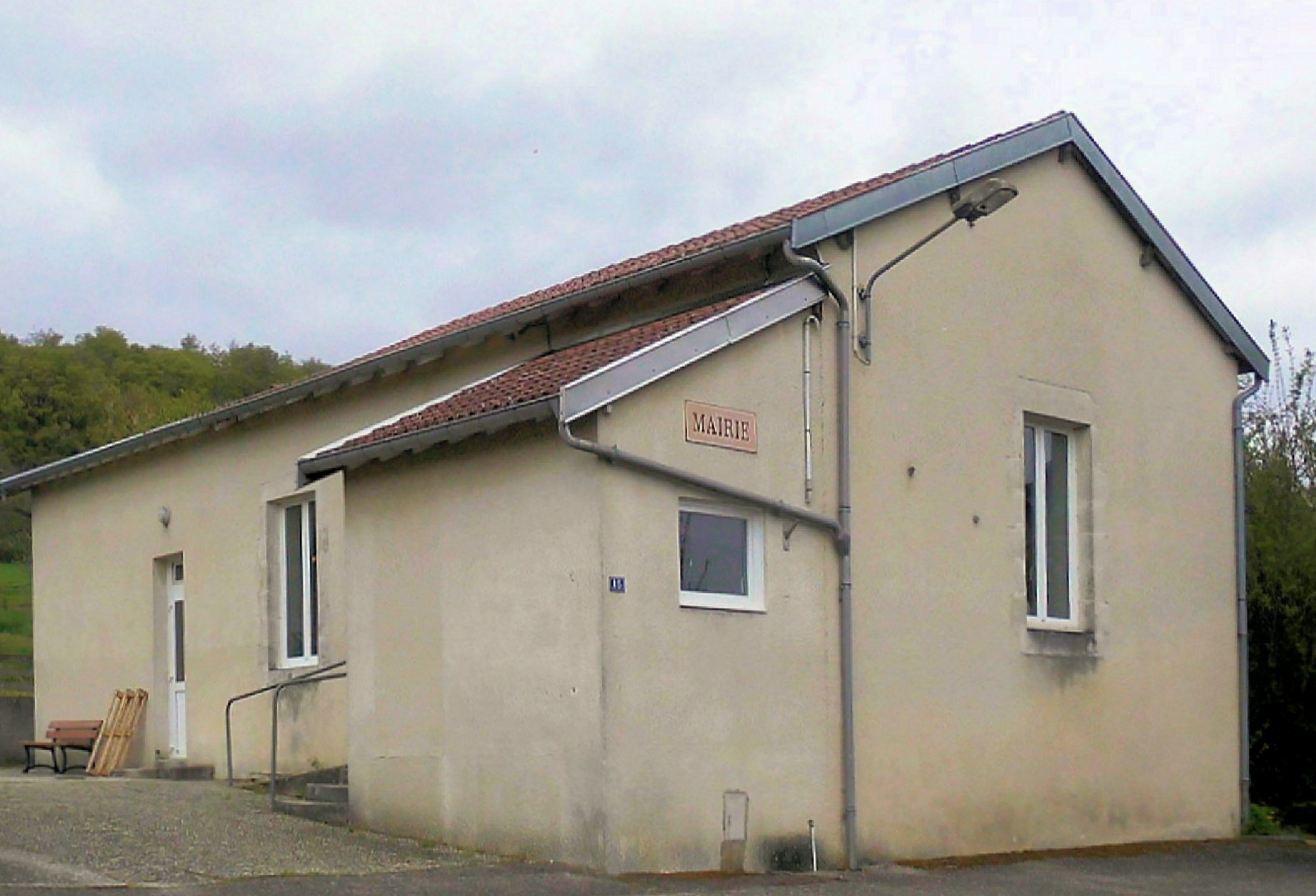
La mairie.

En 2023, le budget de la commune était constitué ainsi :
- total des produits de fonctionnement : 76 000 €, soit 961 € par habitant ;
- total des charges de fonctionnement : 52 000 €, soit 661 € par habitant ;
- total des ressources d'investissement : 3 000 €, soit 36 € par habitant ;
- total des emplois d'investissement : 33 000 €, soit 422 € par habitant ;
- endettement : 1 000 €, soit 6 € par habitant.

Avec les taux de fiscalité suivants :
- taxe d'habitation : 19,57 % ;
- taxe foncière sur les propriétés bâties : 34,72 % ;
- taxe foncière sur les propriétés non bâties : 22,45 % ;
- taxe additionnelle à la taxe foncière sur les propriétés non bâties : 0,00 % ;
- cotisation foncière des entreprises : 0,00 %.

Chiffres clés Revenus et pauvreté des ménages en 2021 : médiane en 2021 du revenu disponible, par unité de consommation.

## Économie

### Entreprises et commerces

#### Commerces
- Commerces et services de proximité[26].

## Population et société

### Démographie

#### Évolution démographique
L'évolution du nombre d'habitants est connue à travers les recensements de la population effectués dans la commune depuis 1793. Pour les communes de moins de 10 000 habitants, une enquête de recensement portant sur toute la population est réalisée tous les cinq ans, les populations de référence des années intermédiaires étant quant à elles estimées par interpolation ou extrapolation. Pour la commune, le premier recensement exhaustif entrant dans le cadre du nouveau dispositif a été réalisé en 2008.

En 2022, la commune comptait 76 habitants, en évolution de −6,17 % par rapport à 2016 (Vosges : −2,96 %, France hors Mayotte : +2,11 %).
| 1793 | 1800 | 1806 | 1821 | 1831 | 1836 | 1841 | 1846 | 1856 |
| ---- | ---- | ---- | ---- | ---- | ---- | ---- | ---- | ---- |
| 174  | 168  | 161  | 172  | 194  | 206  | 215  | 205  | 186  |

| 1861 | 1866 | 1876 | 1881 | 1886 | 1891 | 1896 | 1901 | 1906 |
| ---- | ---- | ---- | ---- | ---- | ---- | ---- | ---- | ---- |
| 183  | 190  | 165  | 147  | 149  | 149  | 129  | 142  | 152  |

| 1911 | 1921 | 1926 | 1931 | 1936 | 1946 | 1954 | 1962 | 1968 |
| ---- | ---- | ---- | ---- | ---- | ---- | ---- | ---- | ---- |
| 139  | 105  | 112  | 99   | 95   | 95   | 92   | 100  | 124  |

| 1975 | 1982 | 1990 | 1999 | 2006 | 2008 | 2013 | 2018 | 2022 |
| ---- | ---- | ---- | ---- | ---- | ---- | ---- | ---- | ---- |
| 95   | 95   | 75   | 79   | 84   | 86   | 82   | 78   | 76   |

### Enseignement
Établissements d'enseignements :
- Écoles maternelles et primaires à Châtenois, Rouvres-la-Chétive, Rainville, La Neuveville-sous-Châtenois, Houécourt.
- Collèges à Châtenois, Neufchâteau, Mandres-sur-Vair, Vittel.
- Lycées à Neufchâteau, Mandres-sur-Vair, Contrexéville.

### Santé
Professionnels et établissements de santé :
- Médecins à Châtenois, Gironcourt-sur-Vraine, Neufchâteau, Vicherey, Bulgnéville, Coussey, Liffol-le-Grand.
- Pharmacies à Châtenois, Gironcourt-sur-Vraine, Neufchâteau, Vicherey, Bulgnéville, Coussey, Liffol-le-Grand.
- Hôpitaux à Neufchâteau, Vittel, Mirecourt, Mattaincourt.

### Cultes
- Culte catholique, Paroisse Saint-Jean-Baptiste-au-Pays-de-Châtenois[33], Diocèse de Saint-Dié.

## Culture locale et patrimoine

### Lieux et monuments

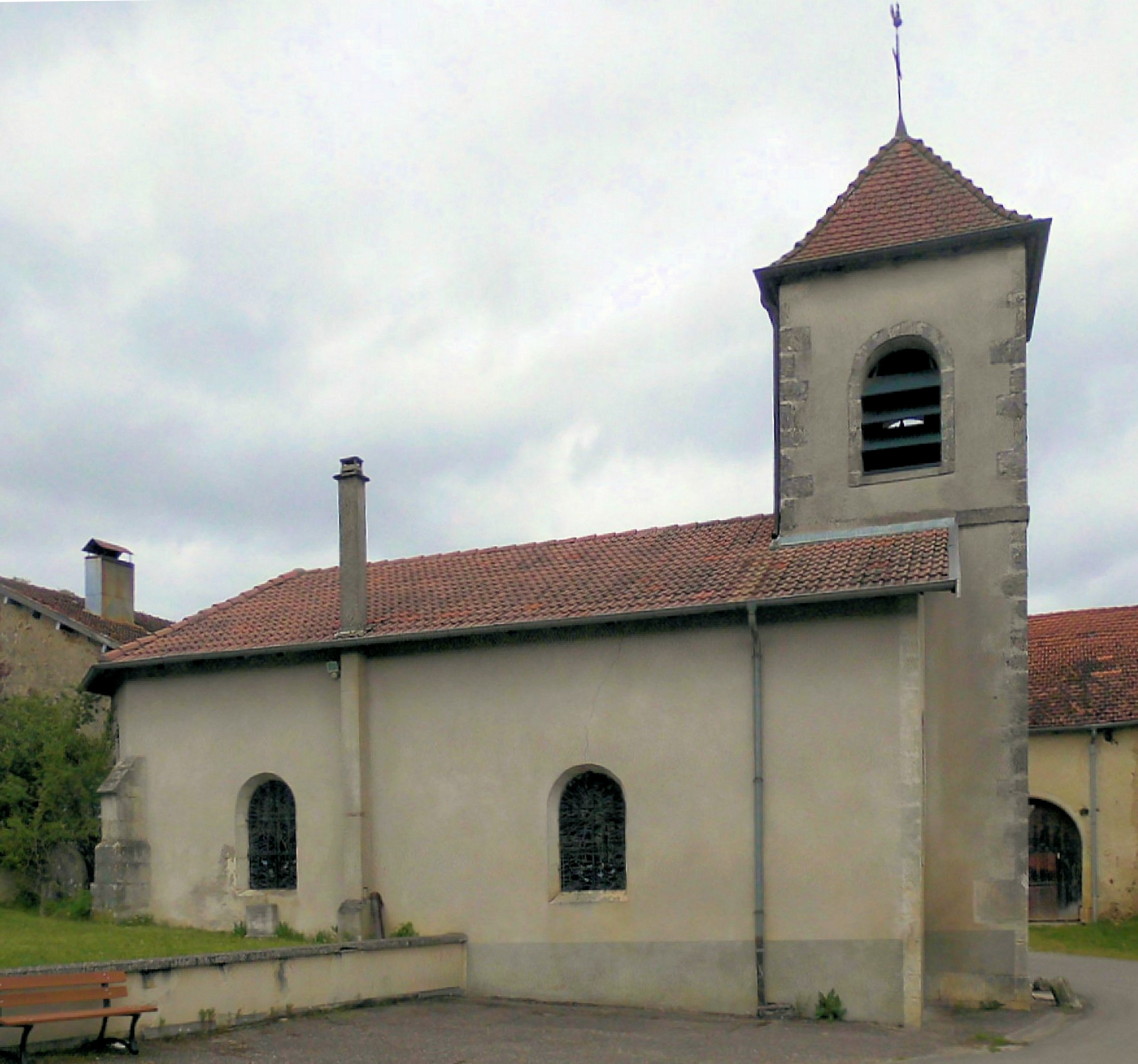
L'église Saint-Laurent.
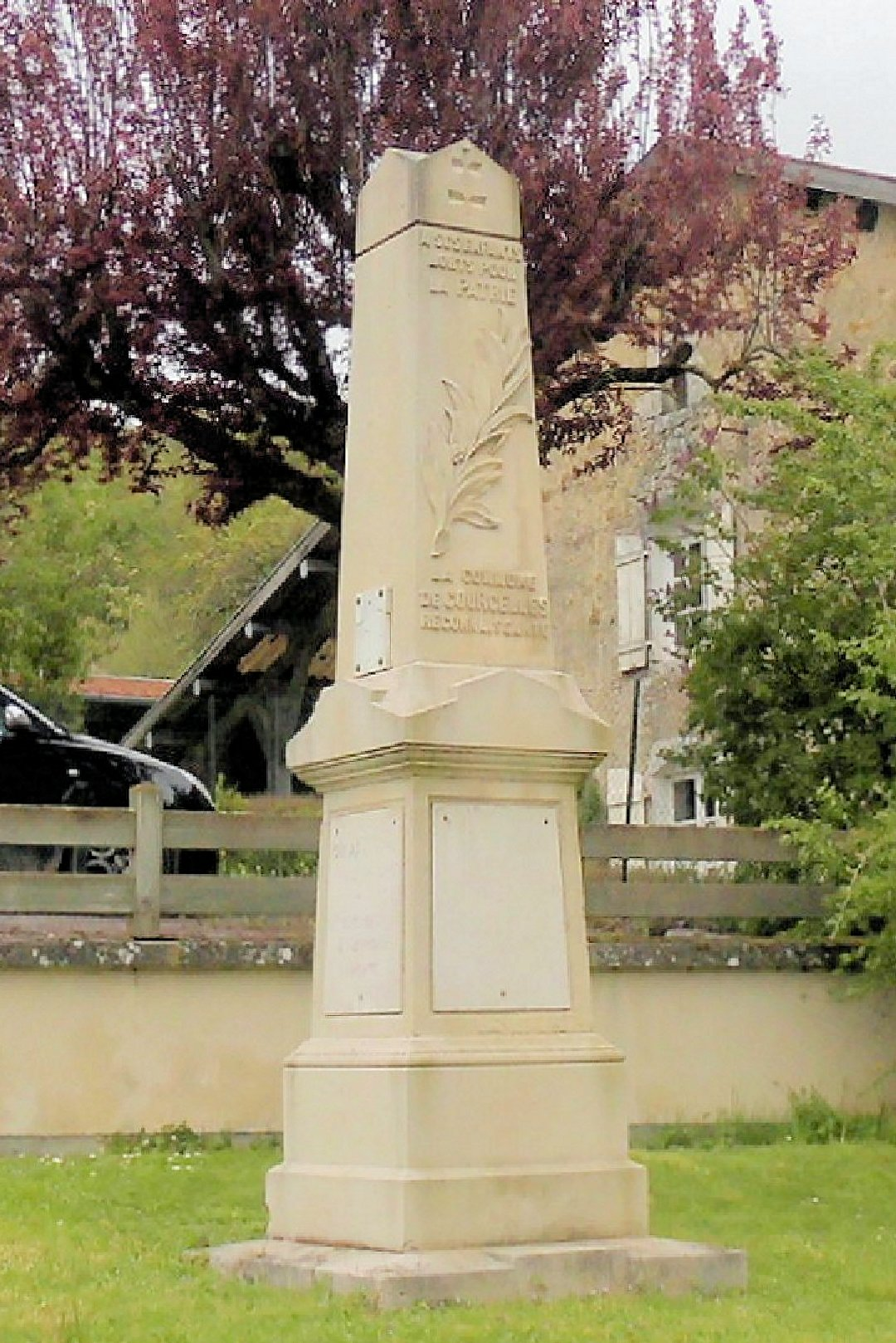
Monument aux morts.

- Église Saint-Laurent[34].

retable, haut-relief : le Couronnement de la Vierge et les douze apôtres,.
ancienne horloge.
statue de Jeanne d’Arc.
- Une cloche datée de 1736 provient de l’Abbaye de Mourveau[37].
- Un calvaire, daté de 1771, se situe en bordure de la Voie Romaine.
- Croix de chemin en pierre du XVIe siècle classée au titre des monuments historiques par arrêté du 14 juin 1909[38],[39]. Une description détaillée de cette croix a été réalisée par l'abbé Chapelier[40].
- Patrimoine rural recensé par le service régional de l'Inventaire général du patrimoine culturel[41].
- Découverte d'un cimetière mérovingien[42].
- Monument aux morts.

## Pour approfondir